# Elhanan Halpern

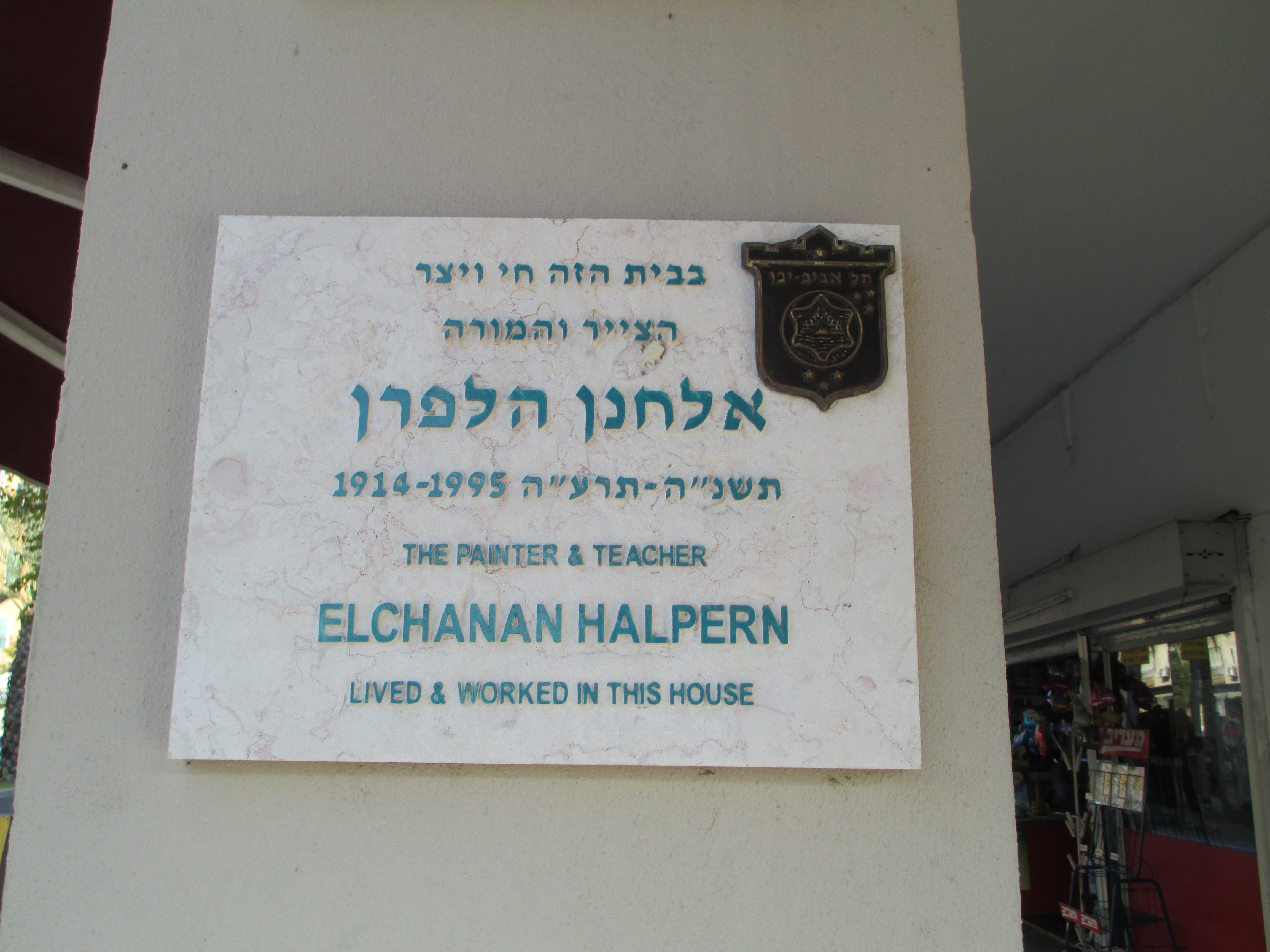
Tablica pamiątkowa na domu przy ulicy Yehudy Maccabi 1 w Tel-Awiwie, gdzie mieszkał Elhanan Halpern

Elhanan Halpern (hebr. אלחנן הלפרן) (ur. 19 listopada 1914 w Goniądzu, zm. 6 kwietnia 1995 w Izraelu) – izraelski malarz pochodzenia polskiego.

## Życiorys
Urodził się w Goniądzu, w 1921 jego rodzina wyemigrowała do Palestyny i osiedliła się w Tel Awiwie. Jako dziecko uczył się w szkole Tahkamoni, a następnie w Szkole Przymierza. Zaczął malować jako samouk. Od 1932 uczył się w seminarium Beit HaKram, gdzie uczestniczył w lekcjach malarstwa prowadzonych przez Aharona Shaula Shora. W 1933 wstąpił do „Sojuszu Bandytów" i był członkiem Hai, za swoją działalność był więziony w Latronie i więzieniu w Akce. W latach 1945–1948 pełnił funkcję redaktora naczelnego „Harot". W 1950 roku rozpoczął pracę w Ośrodku Rolniczym. W 1952 pełnił funkcję posłańca z ramienia Agencji Żydowskiej w Tunisie. Następnie wyjechał do Paryża, gdzie studiował malarstwo. W 1960 otrzymał Nagrodę Dizengoffa. W latach 1962–1977 pełnił funkcję przewodniczącego Stowarzyszenia Malarzy i Rzeźbiarzy w Izraelu, a w latach 1963–1967 był członkiem Międzynarodowego Komitetu Malarzy przy UNESCO. W latach 50. XX w. był jednym z założycieli „Grupy Nauczycielskiej”. W 1975 roku odszedł z pracy w Ośrodku Rolniczym i poświęcił się malarstwu. Mieszkał i pracował w Tel Awiwie.